# Puente de Fuentidueña de Tajo
Die Puente de Fuentidueña de Tajo führt die Landstraße M-831 bei dem Ort Fuentidueña de Tajo im Südosten der Autonomen Gemeinschaft Madrid über den  Tajo.
Sie wurde zwischen 1868 und 1871 von der französischen Gesellschaft Eng. Imbert et Cie. gebaut und ist damit die zweitälteste schmiedeeiserne Brücke in Spanien, nach der Puente de Isabel II (1852) in Sevilla, wenn man von der kleinen Brücke im Parque de El Capricho in Madrid absieht, die 1830 errichtet wurde.

## Beschreibung
Die 65,2 m lange Brücke ist zwischen den Trägern 6 m breit, aufgeteilt in eine 4 m breite Fahrbahn und zwei 1 m breite Gehwege. Sie hat zwei als Durchlaufträger konstruierte 2,50 m hohe schmiedeeiserne Gitterträger, die durch ein in der Flussmitte stehendes Pfeilerpaar gestützt werden. Die Fahrbahnplatte wird von einem Verband aus Diagonal- und Querträgern getragen. Die Pfeiler bestehen aus gusseisernen, mit Beton gefüllten Rohren mit einer kreideartigen Beschichtung. Sie werden durch ein schmiedeeisernes Andreaskreuz versteift.
Sie ist für Lkw gesperrt.

## Geschichte
Die Puente de Fuentidueña de Tajo liegt auf einem schon im 16. Jahrhundert beschriebenen Weg von Madrid nach Valencia, der im 17. Jahrhundert zur Poststraße wurde. Im 19. Jahrhundert lag der Ort an der Straße Erster Ordnung von Madrid nach Castellón de la Plana.
Die erste Brücke über den Tajo an dieser Stelle war eine einfache, 1842 von der Sociedad de Puentes Colgantes errichtete Hängebrücke. Jules Seguin, einer der Brüder von Marc Seguin, versuchte damit, den von der Familie produzierten Brückentyp in Spanien zu vermarkten. Schon 1866 wurde die Hängebrücke wieder zerstört, als General Prim seinen Verfolgern den Weg abschneiden wollte.
In dem wenig später ausgeschriebenen Wettbewerb für einen eisernen Ersatzbau setzte sich das Unternehmen Eng. Imbert et Cie. gegen zehn Konkurrenten durch.
Die Brücke ähnelt der 1858 fertiggestellten Eisenbahnbrücke Moulins (Allier), einem in Frankreich zu der Zeit verbreiteten Typ.
Viele der frühen Eisenbrücken werden in Spanien, unabhängig von ihrem Baujahr, oft als Puente Eiffel bezeichnet, so auch die Puente Eiffel en Fuentidueña de Tajo, da der Name Eiffel nach dem aufsehenerregenden Bau der Ponte Maria Pia in Porto zu einem Gattungsbegriff wurde.
Die Brücke wurde 2001 renoviert.